# Sázava (Moldau)
Die Sázava (/saːzava/, deutsch Sasau oder Sazawa) ist ein orografisch rechter Nebenfluss der Moldau. Sie entwässert einen Teil der Böhmisch-Mährischen Höhe und die nördliche Region der Středočeská pahorkatina. Die Einzugsfläche beträgt 4350 Quadratkilometer, die Länge des Flusses 218,2 Kilometer; davon können 208,3 Kilometer mit Sportbooten befahren werden.

## Verlauf
Die Sázava entspringt in den Žďárské vrchy (Saarer Bergen) an der historischen Landesgrenze zwischen Böhmen und Mähren. Ihre Quelle befindet sich zwischen dem Kamenný vrch (Steinberg, 803 m n.m.) und dem Šindelný vrch (806 m n.m.), an dessen südwestlicher Seite auch der Fluss Svratka seinen Anfang nimmt. Fälschlicherweise werden des Öfteren die Quelle des Stržský potok östlich von Cikháj (Lage) und der Teich Velké Dářko als Quelle der Sázava genannt.
Auf ihrem Oberlauf fließt sie anfänglich in westliche Richtung auf mährischem Gebiet durch die Wälder der Saarer Berge. Bei Nová Huť erreicht die Sázava böhmisches Gebiet. Dort ändert sie ihren Lauf in südliche Richtung und durchfließt den Teich Velké Dářko. Unterhalb von Polnička führt ihr Lauf am Kloster Žďár vorbei wieder durch Mähren. In Žďár nad Sázavou wendet sich der Fluss wieder nach Westen; zwischen Hamry nad Sázavou und Sázava überschreitet er die alte böhmisch-mährische Landesgrenze.
Der Mittel- und Unterlauf der Sázava führen dann in nordwestlicher Richtung durch Böhmen. Bei den Ruinen des Klosters Ostrov bei Davle, südlich von Prag mündet die Sázava in die Moldau.

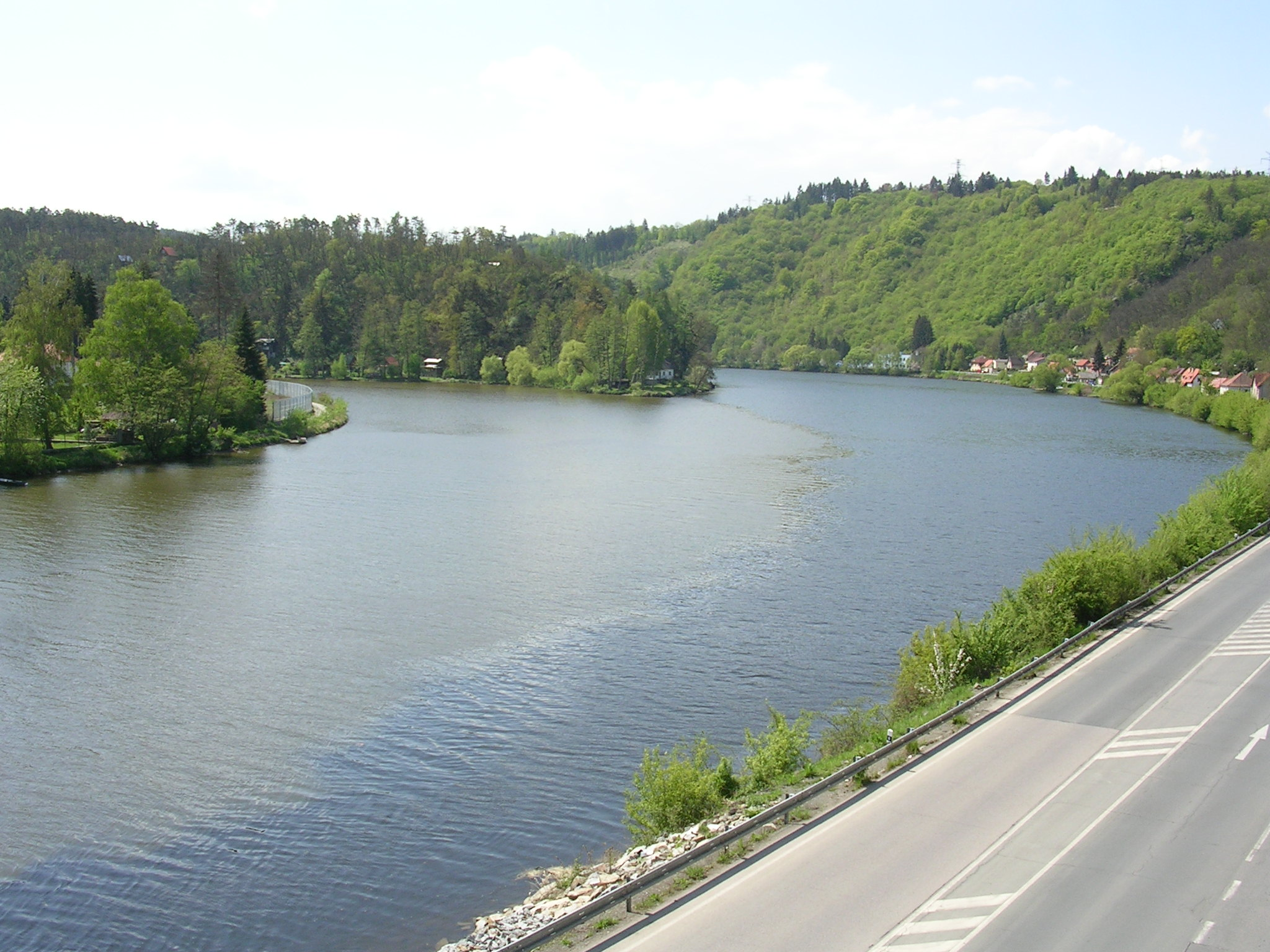
Mündung der Sázava (links) in die Moldau

Die Sázava ist ein bei Wassersportlern beliebter Fluss, auch wenn der Wasserspiegel im Sommer recht niedrig ist. Zwischen Žďár nad Sázavou und Přibyslav fließt sie in einem starken Gefälle mit Stromschnellen durch ein tiefes Tal. Hinter Přibyslav öffnet sich das Tal und der Fluss fließt in einem Mäander-Flussbett in Richtung Havlíčkův Brod. Dieses Landschaftsbild bietet sich den Wassersportlern bis Světlá nad Sázavou. Hier verengt sich das Tal und bietet eine abwechslungsreiche Fahrt mit vielen Stromschnellen. Der Wildwasserabschnitt mit dem Namen Stvořidla ist ein Naturreservat; er ist eines der beliebtesten Ziele für Wassersportler in Tschechien, jedoch nur für Rafte und geschlossene Boote (Kajaks) und bei ausreichend hohem Wasserstand befahrbar. Nach einigen Kilometern erfolgt der Übergang in eine mittlere Fließgeschwindigkeit mit mehreren Wehren und mäßiger Stromgeschwindigkeit (ZW). Dieser Abschnitt wird in der Sommersaison von vielen Kanus befahren, weil er einerseits durch gute Infrastruktur (Zeltplätze, Kneipen, Ausleihstellen) andererseits durch gute Zugänglichkeit mit der Lokalbahn verfügt.
Von Týnec nad Sázavou und Krhanice an fließt die Sázava wieder durch ein tiefes Tal mit steilen Hängen, in dem sich, bedingt durch ein steiniges Flussbett, wieder Stromschnellen bilden. Weiter fließt sie durch Freizeitgebiete für Naturliebhaber. Nach Pikovice beruhigt sich der Fluss wieder und mündet in den Stausee des Wasserkraftwerks Vrané.

## Größere Zuflüsse
- Šlapanka, von links, km 164,4
- Sázavka, von rechts, km 144,8
- Želivka, von links, km 98,9
- Blanice (Vlašimská), von links, km 78,6
- Jevanský potok, von rechts, km 48,7
- Mnichovka, von rechts, km 37,6
- Konopišťský potok, von links, km 31,3
- Janovický potok, von links, km 19,2